# Jacobus Lassonius

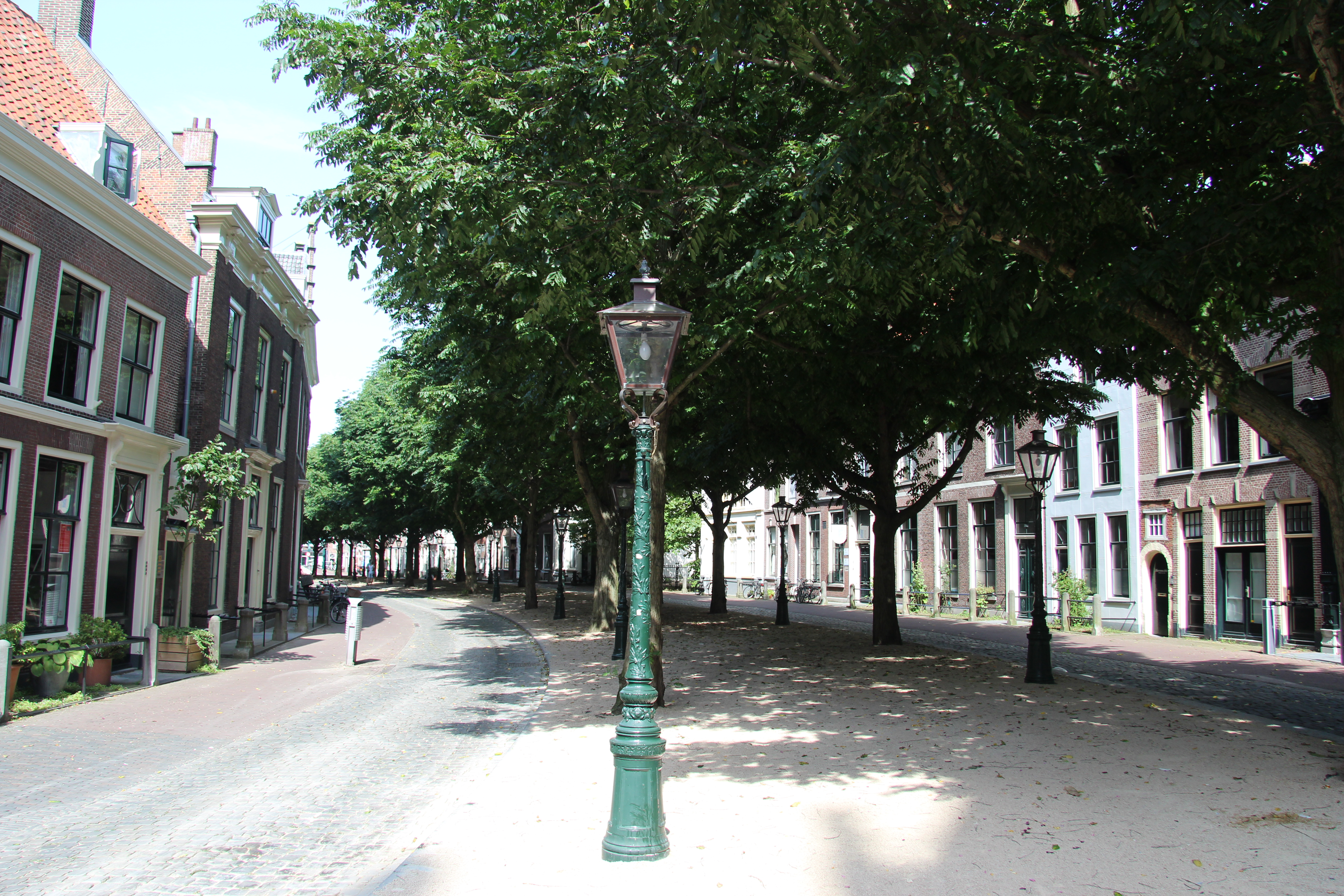
Hooglandse Kerkgracht in Leiden. Hier had Lassonius een studentenhuis.

Jacobus Lassonius of Jacob Lasson of Jacob van der Heyden (Antwerpen, 2e helft 16e eeuw - Delft, begin 17e eeuw) was een classicus.

## Levensloop
Lassonius ontvluchtte Antwerpen, Spaanse Nederlanden, op het eind van de 16e eeuw omwille van zijn lidmaatschap van de Nederduits Gereformeerde kerk. Hij was klassiek opgeleid en schreef vlot Latijn. Van 1592 tot 1594 was hij rector van de Latijnse school in Harderwijk. In 1594 verhuisde Lassonius naar Leiden, met als doel rector te worden van de Latijnse school aldaar. De curator van de Latijnse school, Everhard Bronchorst, verhinderde evenwel deze aanstelling. Lassonius bleef in Leiden wonen en kocht een grote woning aan de Hooglandse Kerkgracht. Van de woning met negen haardsteden maakte hij een studentenhuis. Het studentenhuis droeg de naam In Graeckenlandt. De latere jurist Hugo de Groot, zelf ook een classicus, was een van zijn studenten in Leiden.
In 1596 verhuisde Lassonius naar Delft, waar hij tot rector benoemd was van de Latijnse school. Dit bleef Lassonius tot zijn dood. Hij correspondeerde met rectoren van de Latijnse school in Amsterdam en Den Haag. In Delft hertrouwde hij op 25 februari 1601.
Van hem zijn twee brieven, in het Latijn en deels in het Grieks, bewaard gebleven gericht aan de rechtsgeleerde Hugo de Groot (1615, 1621).